# Systenus californicus
Systenus californicus är en tvåvingeart som beskrevs av Harmston 1968. Systenus californicus ingår i släktet Systenus och familjen styltflugor.
Artens utbredningsområde är Kalifornien. Inga underarter finns listade i Catalogue of Life.